# Lijst van oorlogsmonumenten in Tiel
De Nederlandse gemeente Tiel heeft 10 oorlogsmonumenten. Hieronder een overzicht.
| Nr.                             | Object                                    | Herdachte groep                                                                        | Ontwerper                        | Onthulling     | Type            | Locatie                                                             | Plaats      | Coördinaten                   | Foto                                |
| ------------------------------- | ----------------------------------------- | -------------------------------------------------------------------------------------- | -------------------------------- | -------------- | --------------- | ------------------------------------------------------------------- | ----------- | ----------------------------- | ----------------------------------- |
| 334                             | Monument aan de Waalstraat                | burgerslachtoffers                                                                     |                                  | omstreeks 1946 | plaquette       | Waalstraat, 4001 LM                                                 | Tiel        | 51° 53' 6" NB, 5° 26' 18" OL  | Monument aan de Waalstraat          |
| 335                             | Krijger voor hij dodelijk getroffen wordt | militairen in dienst van het Ned. Kon. 1940-1945, burgerslachtoffers, verzet Nederland | Wim van Hoorn                    | 1948           | beeld/sculptuur | Kerkplein, 4001 MX                                                  | Tiel        | 51° 53' 7" NB, 5° 26' 4" OL   | Meer afbeeldingen                   |
| 2088                            | Joods monument                            | vervolgden Nederland                                                                   | Johan Goedhart, Willem den Ouden | 3 mei 1996     | overig          | Sint-Agnietenstraat 28-32, 4001 NB                                  | Tiel        | 51° 53' 8" NB, 5° 26' 15" OL  | Meer afbeeldingen                   |
| 2165                            | De Roeier                                 | verzet Nederland                                                                       | Willem den Ouden                 | 1995           | beeld/sculptuur | Waalbandijk, 4062 PR                                                | Zennewijnen | 51° 51' 34" NB, 5° 24' 46" OL | De Roeier                           |
| 3222                            | Monument op de Joodse begraafplaats       | vervolgden Nederland                                                                   |                                  |                | gedenksteen     | Voor de Kijkuit, 4001 HG                                            | Tiel        | 51° 53' 26" NB, 5° 25' 56" OL | Monument op de Joodse begraafplaats |
| 3680                            | Plaquette voor N.A. Oostinga              | vervolgden Nederland                                                                   | Jac Maris                        | 1953           | plaquette       | Hoogeinde 13, 4001 AA                                               | Tiel        | 51° 53' 16" NB, 5° 25' 57" OL | Plaquette voor N.A. Oostinga        |
|                                 | Indisch monument                          | gevallenen in Nederlands-Indië                                                         | Van Luijn Natuursteen            | 2009           | plaquette       | Kerkplein, 4001 MX                                                  | Tiel        | 51° 53' 7" NB, 5° 26' 4" OL   | Indisch monument                    |
| Dit oorlogsmonument op Wikidata | Stolpersteine                             | vervolgden Nederland                                                                   | Gunter Demnig                    | 2010           | plaquette       | Tien locaties in de binnenstad, zie Lijst van Stolpersteine in Tiel | Tiel        |                               | Meer afbeeldingen                   |
|                                 | Moluks monument                           | Molukse KNIL-militairen                                                                | Max Taihuttu                     | 2019           | plaquette       | Kerkplein, 4001 MX                                                  | Tiel        | 51° 53' 7" NB, 5° 26' 4" OL   | Moluks monument                     |
|                                 | Monument voor de gefusilleerden           | burgerslachtoffers                                                                     | Cor Litjens                      | 23 april 2022  | plaquette       | Vlindertuin De Zindering, 4001 NG                                   | Tiel        | 51° 53' 3" NB, 5° 26' 13" OL  | Monument voor de gefusilleerden     |

Aalten ·
Apeldoorn ·
Arnhem ·
Barneveld ·
Berg en Dal ·
Berkelland ·
Beuningen ·
Bronckhorst ·
Brummen ·
Buren ·
Culemborg ·
Doesburg ·
Doetinchem ·
Druten ·
Duiven ·
Ede ·
Elburg ·
Epe ·
Ermelo ·
Harderwijk ·
Hattem ·
Heerde ·
Heumen ·
Lingewaard ·
Lochem ·
Maasdriel ·
Montferland ·
Neder-Betuwe ·
Nijkerk ·
Nijmegen ·
Nunspeet ·
Oldebroek ·
Oost Gelre ·
Oude IJsselstreek ·
Overbetuwe ·
Putten ·
Renkum ·
Rheden ·
Rozendaal ·
Scherpenzeel ·
Tiel ·
Voorst ·
Wageningen ·
West Betuwe ·
West Maas en Waal ·
Westervoort ·
Wijchen ·
Winterswijk ·
Zaltbommel ·
Zevenaar ·
Zutphen